# High Energy Astronomy Observatory 3
Das High Energy Astronomy Observatory 3 (auch HEAO-3 oder HEAO C) war ein für Himmelsdurchmusterungen im harten Röntgen- und Gammabereich optimiertes Weltraumteleskop der NASA.
HEAO-3 wurde am 20. September 1979 mit einer Atlas-Centaur-Rakete von Cape Canaveral gestartet und war bis 29. Mai 1981 in Betrieb. Der Satellit trat am 7. Dezember 1981 wieder in die Erdatmosphäre ein.
Hauptinstrument war ein Gammaspektrometer für den Energiebereich 50 keV bis 10 MeV mit einer Energieauflösung von etwa 3 keV bei 1.46 MeV Energie und einem Gesichtsfeld von 30°. Daneben gab es Experimente zu Häufigkeit von Kernen schwerer Elemente in der kosmischen Strahlung und zur Isotopenzusammenstellung der kosmischen Strahlung. Die Erschöpfung des Kühlmittels für die vier Germaniumdetektoren des Spektrometers Mitte 1980 beendete diesen wichtigsten Teil der Mission. Hauptresultat war eine Himmelsdurchmusterung in Emissionslinien der Gammastrahlung.

## Weblinks

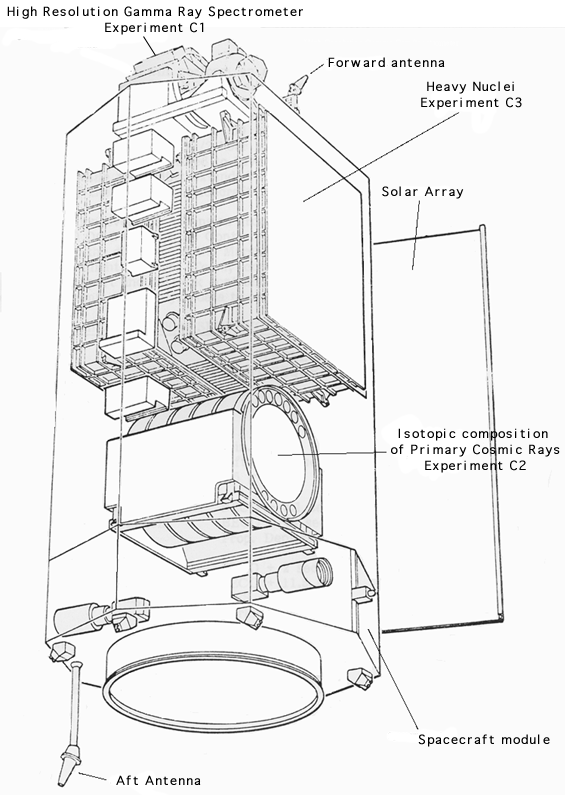
Diagramm des HEAO-3-Satelliten